# Willie Turner (Leichtathlet)
Willie Turner (* 14. Oktober 1948) ist ein ehemaliger US-amerikanischer Sprinter.
1967 gewann er bei den Panamerikanischen Spielen in Winnipeg Silber über 100 Meter und Gold in der 4-mal-100-Meter-Staffel.
Im selben Jahr stellte er am 27. Mai in Modesto mit 10,0 s den Weltrekord über 100 Meter ein.
1970 wurde er für die Oregon State University startend NCAA-Meister über 220 Yards.

## Persönliche Bestzeiten
- 100 yds: 9,3 s, 27. April 1968, Corvallis
- 100 m: 10,0 s, 27. Mai 1967, Modesto
- 220 yds: 20,2 s, 10. Juni 1967, Sacramento (entspricht 20,1 s über 200 m)